# Holéczy Miklós
Holéczy Miklós (Kisfeketepatak, 1886. december 8. – 1972. december 31.) középiskolai rajztanár, a második világháború utáni Gömöri Múzeum igazgatója.

## Élete
A gimnáziumot Nyíregyházán végezte, ahol a nagybátyjánál lakott. A budapesti Képzőművészeti Főiskolán folytatta tanulmányait, amelyet 1909-ben fejezett be. Eredetileg szobrászatot szeretett volna tanulni. Rövid ideig volt gimnáziumában tanított, majd 1914-ben bevonult katonának. Háborús élményei később jelentős mértékben meghatározták képzőművészeti munkásságát.
1921-től a rimaszombati Egyesült Protestáns Gimnázium rajztanára, majd utolsó igazgatója lett. Tanítványai közül többen végeztek Pozsonyban és Prágában.
1928. november 5-én Rimaszombatban a gimnázium magyar cserkészcsapatának működését felfüggesztették egészen 1931. december 12-ig. A csapat parancsnoka ekkor Holéczy Miklós tanár volt, aki az újraalakuláskor lemondott. 10 társával együtt 1936-ban szabadkőművespáholyt hozott létre Gömör néven, amelynek a mestere lett.
1945-ben megbízták a Gömöri Múzeum gondnokságával, és 1951-ben kinevezték az intézmény igazgatójának. A múzeum épületét rendbehozatta. 1960-ban megnyílt a háború utáni első önálló állandó honismereti kiállítás, amely egészen 1975-ig tartott. 1966-ban Tichy Kálmánnal és Putra Edével közös tárlaton szerepeltek először alkotásai, de a Gömöri Múzeum gyűjteményében megtalálható gazdag rajz- és szoboréletműve. Az általa felgyűjtött mintegy hat zsáknyi írásos anyagot 1976-ban Farkas Veronika dolgozta fel.
1973 január 5-én temették el Felsőpokorágyon. Közös sírban nyugszik 1951-ben tragikusan elhunyt feleségével, Ilonával és Brozman Zsuzsával (1908–1983), aki 1976-ban a múzeumnak ajándékozta Holéczy írásos hagyatékát. A kettős sírban nyugszik Hüvössy Lajos (1857–1939) evangélikus lelkész, a múzeum egyik alapítója, valamint annak nővére Karolina is.

## Emlékezete
- Holéczy Miklós Művészeti Díj[4]